# زیتونه (استان طارف)
زیتونه (به عربی: الزیتونة) یک شهرداری در الجزایر است که در استان الطارف واقع شده‌است. زیتونه ۸٬۳۶۷ نفر جمعیت دارد.